# Wuhu
Wuhu är en stad på prefekturnivå i provinsen Anhui i östra Kina med ungefär 3,6 miljoner invånare (2020). Den ligger omkring 140 kilometer sydost om provinshuvudstaden Hefei vid floden Yangtzes högra bank och är förbunden med sitt uppland med segelbara kanaler.

## Geografi och historia
På grund av sitt gynnsamma geografiska läge var Wuhu länge en viktig handelsplats som traditionellt exporterade ris, te, silke och bomull och importerade opium, kol, petroleum och bomullstyg.
Orten öppnades som fördragshamn för utrikeshandel 1877 enligt ett fördrag med Storbritannien.

## Administrativ indelning
Wuhu består av fyra stadsdistrikt, en stad på häradsnivå och två härad:
- Stadsdistriktet Jinghu (镜湖区)
- Stadsdistriktet Jiujiang (鸠江区)
- Stadsdistriktet Wanzhi (湾沚区), tidigare häradet Wuhu (芜湖县)
- Stadsdistriktet Yijiang (弋江区) (med det tidigare distriktet Sanshan)
- Staden Wuwei (无为县)
- Häradet Fanchang (繁昌县)
- Häradet Nanling (南陵县)

### Karta
| Wuhu                                                  |
| ----------------------------------------------------- |
| Yijiang Jinghu Jiujiang Wanzhi Fanchang Nanling Wuwei |

## Klimat
Genomsnittlig årsnederbörd är 2 237 millimeter. Den regnigaste månaden är augusti, med i genomsnitt 347 mm nederbörd, och den torraste är januari, med 66 mm nederbörd.

## Vänorter
- Kochi, Japan
- Pavia, Italien
- Torrejón de Ardoz, Spanien